# 东洋蹄盖蕨
东洋蹄盖蕨（学名：Deparia petersenii），又名假蹄盖蕨，为蹄盖蕨科假鳞毛蕨属下的一个种。